# Khedara
Khedara (em árabe: لخضارة) é uma comuna localizada na província de Souk Ahras, Argélia. De acordo com o censo de 2008, a população total da cidade era de 8 329 habitantes.